# Выгнанув (Малопольское воеводство)
Выгна́нув (пол. Wygnanów) — село в Польше в сельской гмине Иголомя-Вавженьчице Краковского повета Малопольского воеводства.
Село располагается в 2 км от административного центра гмины Вавженьчице и в 28 км от административного центра воеводства города Краков.
В 1975—1998 годах село входило в состав Краковского воеводства.